# Schweina
Schweina è una frazione di 2 914 abitanti del comune tedesco di Bad Liebenstein, nel circondario di Wartburg, in Turingia. Già comune autonomo, il 1º gennaio 2013 è stato aggregato a Bad Liebenstein.